# Emu
Emu ou ema-australiana (nome científico: Dromaius novaehollandiae) é uma espécie de ave terrestre endêmica de Austrália, a segunda maior do mundo.

## Etimologia
A etimologia do nome comum "emu" é incerta, mas acredita-se que tenha vindo de uma palavra árabe para ave grande que mais tarde foi usada por exploradores portugueses para descrever o casuar, uma ave parecida nativa da Austrália e da Nova Guiné. Outra teoria é que vem da palavra "ema", que é usado em língua portuguesa para denotar uma grande ave semelhante a um avestruz. Em Vitória, alguns termos para o emu eram Barrimal na língua djadjawurrung, myoure no idioma gunai e courn em jardwadjali. As aves eram conhecidas como murawung ou birabayin pelos aborígenes Eora e Darug, da bacia de Sydney.

## Descrição
O emu é a segunda ave mais alta do mundo, sendo superado apenas pelo avestruz; os maiores podem atingir 1,50 a 1,90 metros de altura. Medidos do bico à cauda, os emus variam em comprimento de 139 a 164 cm, com os machos com média de 148,5 cm e as fêmeas com média de 156,8 cm. Emus são a quarta ou quinta ave viva mais pesada, depois das duas espécies de avestruz e das duas espécies maiores de casuar, pesando um pouco mais, em média, do que um pinguim-imperador. Emus adultos pesam entre 18 e 60 kg, com média de 31,5 e 37 kg para machos e fêmeas, respectivamente. As fêmeas são geralmente um pouco maiores que os machos, e têm as ancas substancialmente mais largas.
Embora não voem, as emus têm asas vestigiais. A corda máxima mede cerca de 20 cm e cada asa tem uma pequena garra na ponta. Os emus batem as asas ao correr, talvez como um meio de se estabilizar quando se movem rapidamente. Eles têm pescoços e pernas longos, e podem correr a uma velocidades de 48 km/h devido à musculatura dos membros pélvicos altamente especializada. Seus pés têm apenas três dedos e um número igualmente reduzido de ossos e músculos associados ao pé; os emus são únicos entre as aves, pois seus músculos gastrocnêmios na parte de trás das pernas têm quatro barrigas em vez das três normais. Os músculos dos membros pélvicos das emus contribuem com uma proporção semelhante da massa corporal total, assim como os músculos de voo das aves voadoras. Ao caminhar, o emu dá passadas de cerca de um metro, mas no galope total, uma passada pode chegar a 2,75 metros. Suas pernas não têm penas e, por baixo dos pés, há almofadas grossas e acolchoadas. Como o casuar, o emu tem garras afiadas nos dedos dos pés, que são seu principal atributo defensivo, e são usados em combate para infligir ferimentos nos oponentes através de chutes. O dedo do pé e a garra totalizam 15 cm de comprimento. O bico é bem pequeno, medindo 5,6 a 6,7 cm, e é macio, sendo adaptado para pastagem. Emus têm boa visão e audição, o que lhes permite detectar ameaças à distância.
O pescoço do emu é azul claro e é visível através de suas penas esparsas. A ave tem plumagem marrom-acinzentada de aparência desgrenhada; as hastes e as pontas das penas são pretas. A radiação solar é absorvida pelas pontas e a plumagem interna isola a pele. Isso evita que o corpo superaqueça, permitindo que sejam ativas durante o calor do dia. Uma característica única da pena de emu é a dupla raque emergindo de uma única haste. Ambas as raquis têm o mesmo comprimento e a textura é variável; a área próxima à pele é bastante peluda, mas as pontas mais distantes lembram grama. Os sexos são semelhantes na aparência, embora o pênis do macho possa se tornar visível quando ele urina e defeca. A plumagem varia de cor devido a fatores ambientais, dando à ave uma camuflagem natural. As penas de emus em áreas mais áridas com solos vermelhos têm uma tonalidade ruiva, enquanto as aves que residem em condições úmidas geralmente têm tonalidade mais escura. A plumagem juvenil se desenvolve por volta dos três meses e é enegrecida, finamente listrada de marrom, com a cabeça e o pescoço especialmente escuros. As penas faciais se afinam gradualmente para expor a pele azulada. A plumagem adulta se desenvolve em cerca de quinze meses.
Os olhos de um emu são protegidos por membranas nictitantes. São pálpebras secundárias translúcidas que se movem horizontalmente da borda interna do olho para a borda externa. Eles funcionam como viseiras para proteger os olhos da poeira que prevalece em regiões áridas ventosas. Emus têm uma bolsa traqueal, que se torna mais proeminente durante a época de acasalamento. Com mais de 30 cm de comprimento, é um tanto espaçosa; ela tem uma parede fina e uma abertura de 8 centímetros de comprimento.

## Distribuição ehabitat
Antes comuns na costa leste da Austrália, os emus agora são incomuns nessa região; por outro lado, o desenvolvimento da agricultura e o fornecimento de água para estocagem no interior do continente aumentaram área de ocorrência da ave em regiões áridas. Os emus vivem em vários habitats em toda a Austrália, tanto no interior quanto perto do litoral. São mais comuns em áreas de florestas de savana e esclerófilas, e menos comuns em distritos densamente povoados e áreas áridas com precipitação anual inferior a 600 milímetros. Os emus viajam predominantemente em pares e, embora possam formar grandes bandos, esse é um comportamento social atípico que surge da necessidade comum de avançar em direção a uma nova fonte de alimento. Foi demonstrado que os emus percorrem longas distâncias para alcançar áreas com abundância de alimentos. Na Austrália Ocidental, os movimentos do emu seguem um padrão sazonal distinto - norte no verão e sul no inverno. Na costa leste, suas andanças aparentam ser mais aleatórias e não parecem seguir um padrão definido.

## Comportamento e ecologia

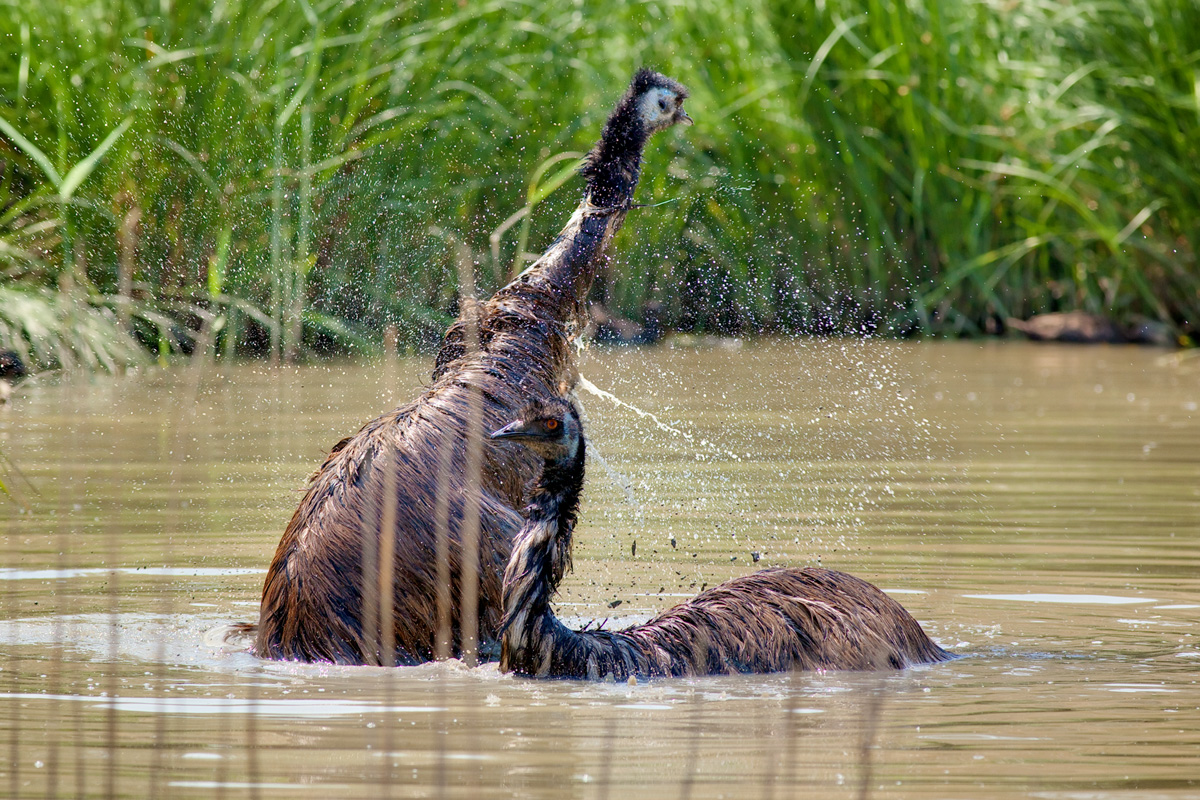
Emus tomando banho numa represa em um dia muito quente de verão.

Os emus são aves de hábitos diurnos e passam o dia procurando comida, limpando sua plumagem com o bico, banhando-se de poeira e descansando. Geralmente são animais gregários, além da estação de reprodução, e enquanto alguns se alimentam, outros indivíduos permanecem vigilantes em benefício mútuo. Eles são capazes de nadar quando necessário, embora raramente o façam, a menos que a área seja inundada ou precisem atravessar um rio.
Emus começam a procurar abrigo ao pôr do sol e dormem durante a noite. Eles não dormem continuamente: acordam várias vezes durante a noite. Ao adormecer, os emus primeiro agacham-se nos tarsos e entram em um estado de sonolência durante o qual ficam alertas o suficiente para reagir aos estímulos e retornar rapidamente ao estado totalmente desperto se forem perturbados. À medida que caem em um sono mais profundo, o pescoço cai mais perto do corpo e as pálpebras começam a se fechar. Se não houver distúrbios, eles caem em um sono mais profundo após cerca de vinte minutos. Durante esta fase, o corpo é abaixado gradualmente até tocar o solo com as pernas dobradas por baixo. O bico é virado para baixo para que todo o pescoço se torne em forma de S e dobrado sobre si mesmo. As penas direcionam qualquer chuva para o solo. Foi sugerido que a posição de dormir é um tipo de camuflagem, imitando um pequeno monte. Geralmente acordam de um sono profundo uma vez a cada noventa minutos ou mais e ficam em pé para se alimentar brevemente ou defecar. Esse período de vigília dura de dez a vinte minutos, após os quais eles voltam a dormir. No geral, um emu dorme por cerca de sete horas em cada período de 24 horas. Emus jovens geralmente dormem com o pescoço reto e esticado para a frente ao longo da superfície do solo.
As vocalizações dos emus consistem principalmente de vários sons estrondosos e grunhidos. O boom é criado pela bolsa inflável na garganta; o pitch pode ser regulado pela ave e depende do tamanho da abertura. A maior parte da explosão é feita por fêmeas; faz parte do ritual de acasalamento, é usado para anunciar a posse de um território e é emitido como uma ameaça aos rivais. Uma explosão de alta intensidade é audível a 2 quilômetros de distância, enquanto uma chamada baixa e mais ressonante, produzida durante a estação de reprodução, pode inicialmente atrair parceiros e picos enquanto o macho está incubando os ovos. A maior parte dos grunhidos é feita por machos. É utilizado principalmente durante a época de reprodução na defesa territorial, como ameaça a outros machos, durante a corte e a postura da fêmea. Ambos os sexos às vezes explodem ou grunhem durante exibições de ameaças ou ao encontrar objetos estranhos.
Em dias muito quentes, os emus ofegam para manter a temperatura corporal. Seus pulmões funcionam como resfriadores evaporativos e, ao contrário de algumas outras espécies, os baixos níveis resultantes de dióxido de carbono no sangue não parecem causar alcalose. Para respiração normal em climas mais frios, eles têm passagens nasais grandes e multifacetadas. O ar frio aquece ao passar para os pulmões, extraindo calor da região nasal. Na expiração, as conchas nasais frias da emu condensam a umidade do ar e a absorvem para reutilização. Tal como acontece com outras ratitas, o emu tem grande capacidade homeotérmica e pode manter esse status de −5 a 45 °C. A zona termoneutra dos emus fica entre 10 e 30 °C.
Tal como acontece com outras ratitas, emus têm uma taxa metabólica basal relativamente baixa em comparação com outros tipos de aves. A -5 °C, a taxa metabólica de um emu sentado é cerca de 60% daquela quando em pé, em parte porque a falta de penas sob o estômago leva a uma maior taxa de perda de calor ao se levantar do exposto barriga.

### Dieta
Os emus forrageiam durante o dia e se alimentam de diversas espécies de plantas nativas e introduzidas. A dieta depende da disponibilidade sazonal, com plantas como as dos gêneros Acacia e Casuarina, além de gramíneas sendo favorecidas. Eles também comem insetos e outros artrópodes, incluindo gafanhotos e grilos, besouros, baratas, joaninhas, larvas da traça Agrotis infusa e de mariposas, formigas, aranhas e centopeias. Isso fornece uma grande parte das necessidades de proteína. Na Austrália Ocidental, as preferências alimentares foram observadas em emus viajantes; comem sementes de Acacia aneura até a chegada das chuvas, após o que passam para brotos de grama fresca e lagartas; no inverno, alimentam-se das folhas e vagens de Cassia e, na primavera, consomem gafanhotos e os frutos de Santalum acuminatum. Eles também são conhecidos por se alimentarem de trigo, e qualquer fruta ou outra cultura agrícola que eles possam acessar, escalando facilmente cercas altas se necessário. Emus servem como um importante agente para a dispersão de grandes sementes viáveis, o que contribui para a biodiversidade floral. Um efeito indesejável disso ocorreu em Queensland no início do século XX, quando os emus se alimentaram de frutos de opúncias (cactos originários das Américas). As aves defecavam as sementes em vários lugares à medida que se movimentavam, e isso levou a uma série de campanhas para caçar emus a fim de evitar que as sementes do cacto invasor se espalhassem. Os cactos foram eventualmente controlados por uma mariposa exótica (Cactoblastis cactorum) cujas larvas se alimentam da planta, um dos primeiros exemplos de controle biológico.
Pedras pequenas são engolidas para auxiliar na trituração e digestão do material vegetal. As pedras individuais podem pesar 45 g e as aves podem ter até 745 g desse conteúdo em suas moelas de uma vez. Eles também comem carvão, embora a razão para isso não seja clara. Emus cativos são conhecidos por comer cacos de vidro, mármores, chaves de carros, joias e porcas e parafusos.
Emus bebem com pouca frequência, mas ingerem grandes quantidades quando surge a oportunidade. Eles normalmente bebem uma vez por dia, primeiro inspecionando o corpo d'água e a área ao redor em grupos antes de se ajoelharem na beirada para beber. Eles preferem ficar em solo firme enquanto bebem, em vez de nas pedras ou lama, mas se sentem o perigo, muitas vezes ficam em pé em vez de ajoelhar-se. Se não forem perturbados, eles podem beber continuamente por dez minutos. Devido à escassez de fontes de água, às vezes os emus são forçados a ficar sem água por vários dias. Na natureza, eles costumam compartilhar poços de água com cangurus, aves e outros animais; eles são cautelosos e tendem a esperar que os outros animais saiam antes de beber.

### Reprodução

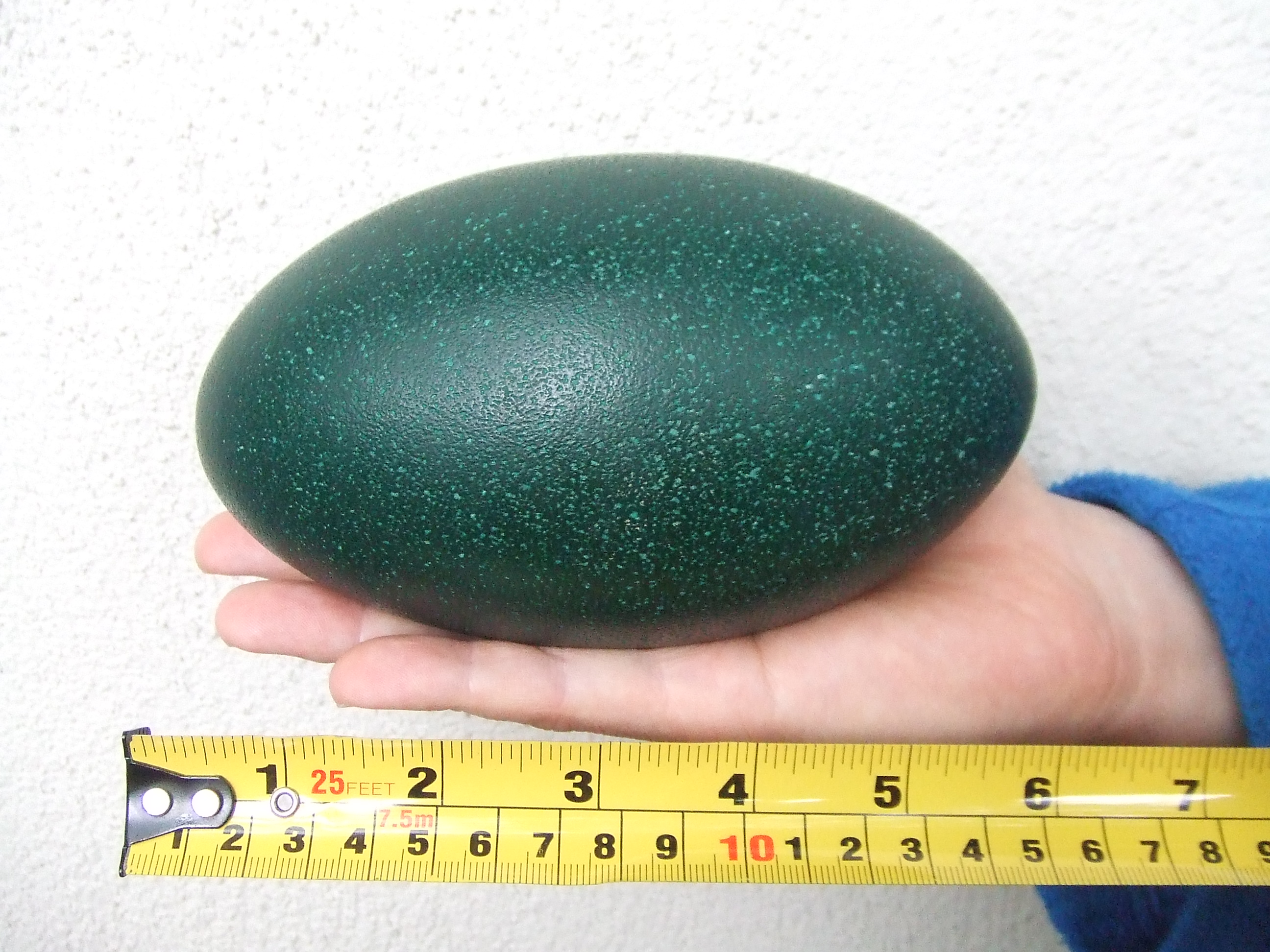
Ovo de emu

Os emus formam pares reprodutores durante os meses de verão de dezembro e janeiro e podem permanecer juntos por cerca de cinco meses. Durante esse tempo, eles ficam em uma área de poucos quilômetros de diâmetro e acredita-se que encontrem e defendam territórios dentro dessa área. Tanto os machos quanto as fêmeas engordam durante a estação de reprodução, com a fêmea se tornando ligeiramente mais pesada, entre 45 e 58 kg. O acasalamento geralmente ocorre entre abril e junho; o momento exato é determinado pelo clima quando as aves fazem seus ninhos durante a época mais fria do ano. Durante a estação de reprodução, os machos experimentam alterações hormonais, incluindo um aumento no hormônio luteinizante e nos níveis de testosterona, e seus testículos dobram de tamanho.
Os machos constroem um ninho rústico em uma cavidade semi-protegida no solo, usando cascas, grama, gravetos e folhas para forrá-lo. O ninho é quase sempre uma superfície plana em vez de um segmento de esfera, embora em condições de frio o ninho seja mais alto, até 7 cm de altura, e mais esférico para fornecer alguma retenção extra de calor. Quando falta outro material, a ave às vezes usa um amontoado de capim Triodia com mais ou menos um metro de diâmetro, apesar da natureza espinhosa da folhagem. O ninho pode ser colocado em terreno aberto ou próximo a um arbusto ou rocha. É geralmente construído numa área onde o emu tem uma visão clara de seus arredores e pode detectar predadores que se aproximam.
Emus fêmeas cortejam os machos; a plumagem da fêmea escurece ligeiramente e as pequenas manchas de pele nua e sem penas logo abaixo dos olhos e perto do bico tornam-se azul-turquesa. A cor da plumagem do macho permanece inalterada, embora as manchas nuas da pele também se tornem azul claro. Ao cortejar, as fêmeas dão passadas largas, puxando o pescoço para trás enquanto estufam as penas e emitem gritos monossilábicos baixos que foram comparados a batidas de tambor. Esse chamado pode ocorrer quando os machos estão fora da vista ou a mais de 50 metros de distância. Uma vez que a atenção do macho tenha sido conquistada, a fêmea circula seu potencial parceiro a uma distância de 10 a 40 metros. Ao fazer isso, ela olha para ele virando o pescoço, ao mesmo tempo em que mantém o traseiro voltado para ele. Se o macho mostrar interesse na fêmea que desfila, ele se aproximará; a fêmea continua a corte se afastando ainda mais, mas continuando a circundá-lo.
Se um macho estiver interessado, ele esticará o pescoço e erguerá as penas, então se curvará e bicará o chão. Ele vai dar a volta e se aproximar da fêmea, balançando o corpo e o pescoço de um lado para o outro e esfregando o peito no traseiro de sua parceira. Frequentemente, a fêmea rejeitará seus avanços com agressão, mas se for receptiva, ela sinaliza a aceitação agachando-se e levantando o traseiro.
As fêmeas são mais agressivas do que os machos durante o período reprodutivo, muitas vezes lutando pelo acesso a parceiros, com brigas entre as fêmeas sendo responsáveis por mais da metade das interações agressivas durante este período. Se as fêmeas cortejarem um macho que já tem uma parceira, a fêmea ocupante tentará repelir o competidor, geralmente perseguindo e chutando. Essas interações podem ser prolongadas, durando até cinco horas, principalmente quando o macho pela qual está lutando é solteiro e nenhuma das fêmeas tem a vantagem da incumbência. Nesses casos, elas normalmente intensificam seus chamados e exibições.
O esperma de um acasalamento é armazenado pela fêmea e pode ser suficiente para fertilizar cerca de seis óvulos. O casal acasala diariamente ou de dois em dois dias, e a cada segundo ou terceiro dia a fêmea bota um de uma ninhada de cinco a quinze ovos verdes, muito grandes e de casca grossa. A casca tem cerca de 1 mm de espessura, mas é mais fina nas regiões do norte, de acordo com os nativos australianos. Os ovos têm em média 13 × 9 cm e pesam entre 450 e 650 g. O investimento materno no ovo é considerável, e a proporção de gema para albumina, em cerca de 50%, é maior do que seria previsto para um ovo precoce deste tamanho. Isso provavelmente está relacionado ao longo período de incubação, o que significa que o pintinho em desenvolvimento deve consumir mais recursos antes da eclosão. A primeira ocorrência verificada de gêmeos aviários geneticamente idênticos foi demonstrada no emu. A superfície do ovo é granulada e verde clara. Durante o período de incubação, o ovo fica verde escuro, embora se o ovo nunca eclodir, ele ficará branco com o efeito de clareamento pelo sol.

### Predadores
Existem poucos predadores naturais nativos de emus ainda vivos. No passado, ele pode ter enfrentado vários predadores terrestres agora extintos, incluindo o lagarto gigante Megalania, o lobo-da-tasmânia e possivelmente outros marsupiais carnívoros, o que pode explicar sua capacidade aparentemente bem desenvolvida de se defender de predadores terrestres. O principal predador de emus hoje é o dingo, que foi originalmente introduzido pelos aborígenes há milhares de anos a partir de uma linhagem de lobos semidomesticados. Dingos tentam matar o emu atacando a cabeça. O emu normalmente tenta repelir o dingo saltando no ar e, na descida, chuta ou pisa no canídeo. O emu consegue saltar enquanto o dingo mal tem a capacidade de pular alto o suficiente para ameaçar seu pescoço, então um salto no momento correto para coincidir com a estocada do dingo pode manter sua cabeça e pescoço longe do perigo.
Apesar da relação potencial presa-predador, a presença de dingos predadores não parece influenciar fortemente o número de emus, com outras condições naturais igualmente prováveis de causar mortalidade. A águia-audaz é a única ave de rapina capaz de atacar emus adultos, embora tenha mais sucesso em capturar espécimes pequenos ou jovens. As águias atacam emus descendo rapidamente e em alta velocidade, mirando na cabeça e no pescoço. Nesse caso, a técnica de salto do emu empregada contra o dingo não é útil. As aves tentam mirar o emu em terreno aberto para que ele não possa se esconder atrás de obstáculos. Nessas circunstâncias, resta ao emu correr de maneira caótica e mudar de direção com frequência para tentar escapar do predador. Outros rapinantes, varanos-gigantes, raposas-vermelhas introduzidas, cães selvagens e domésticos e porcos selvagens ocasionalmente se alimentam de ovos de emu ou matam seus filhotes pequenos.

### Parasitas
Os emus podem sofrer com parasitas externos e internos, mas em condições de criação são mais livres de parasitas do que avestruzes ou emas. Parasitas externos incluem o piolho Dahlemhornia asymmetrica e vários outros piolhos, carrapatos, ácaros e moscas. Os filhotes às vezes sofrem de infecções do trato intestinal causadas por protozoários coccidianos, e o nematóide Trichostrongylus tenuis infecta o emu e também uma grande variedade de outras aves, causando diarreia hemorrágica. Outros nematoides são encontrados na traqueia e brônquios; Syngamus trachea causando traqueíte hemorrágica e Cyathostoma variegatum causando sérios problemas respiratórios em indivíduos jovens.

## Relacionamento com humanos

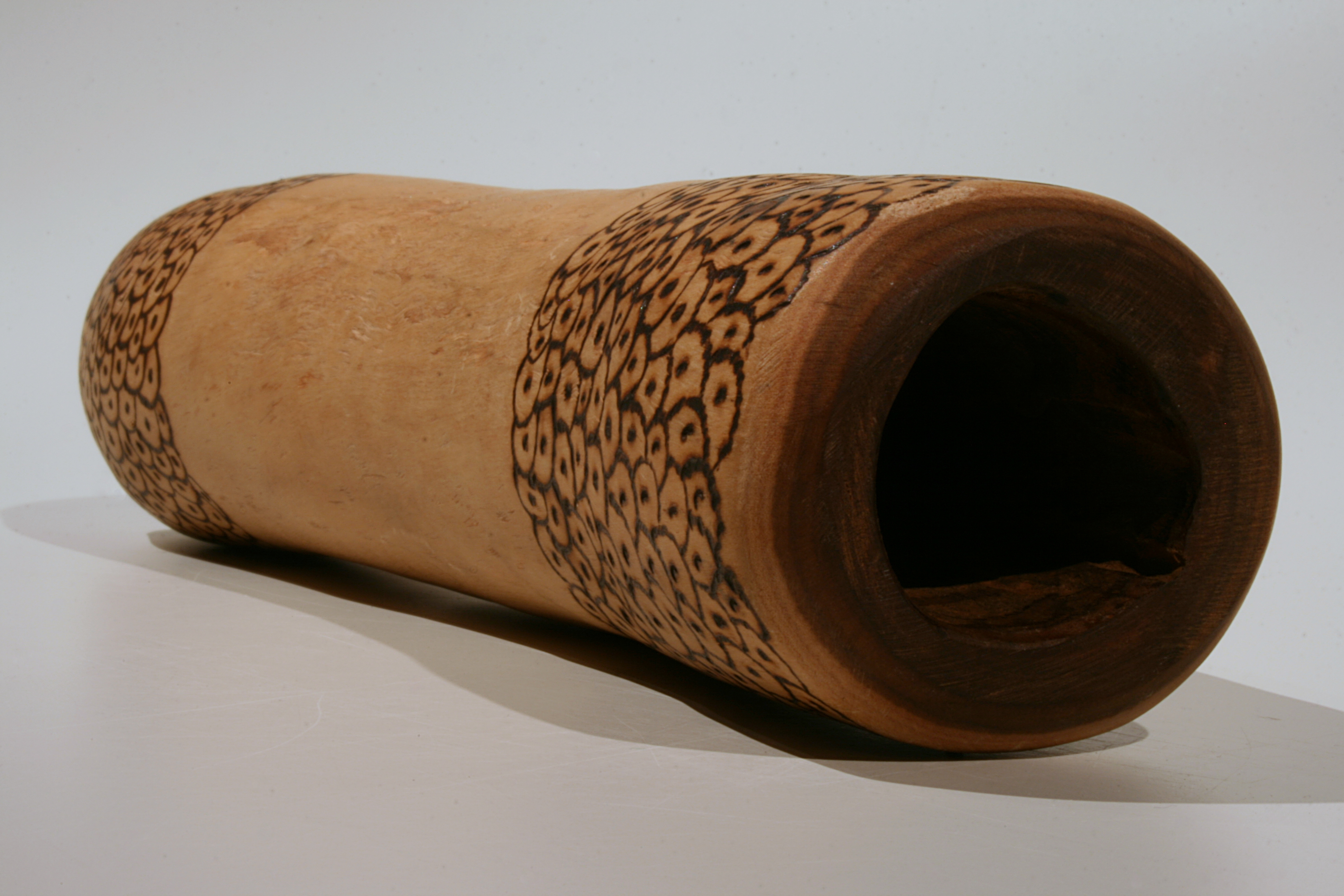
Instrumento aborígine que emite um som capaz de atrair emus.

Emus foram usados como fonte de alimento pelos indígenas australianos e pelos primeiros colonos europeus. Emus são aves curiosas e são conhecidos por se aproximarem dos humanos se virem o movimento inesperado de um membro ou peça de roupa. Na natureza, eles podem seguir e observar as pessoas. Os australianos aborígines usaram uma variedade de técnicas para captura-los, incluindo espetá-los enquanto bebiam em poços, pegá-los com redes e atraí-los imitando seus chamados ou despertando sua curiosidade com uma bola de penas e trapos pendurados em uma árvore. O arbusto Duboisia hopwoodii, ou alguma planta venenosa semelhante, poderia ser usado para contaminar um poço, após o qual os emus desorientados eram fáceis de pegar. Outro estratagema era o caçador usar uma pele como disfarce, e as aves poderiam ser atraídas para uma armadilha camuflada usando trapos ou cantos de imitação. Os aborígenes australianos só matavam emus por necessidade e desaprovavam qualquer pessoa que os caçasse por qualquer outro motivo. Cada parte da carcaça tinha alguma utilidade; a gordura foi colhida para seu valioso óleo de uso múltiplo, os ossos foram transformados em facas e ferramentas, as penas foram usadas como adorno corporal e os tendões substituídos por barbante.
Os primeiros colonos europeus mataram emus para fornecer comida e usaram sua gordura para alimentar lâmpadas. Eles também tentaram evitar que interferissem na agricultura ou invadissem assentamentos em busca de água durante a seca. Um exemplo extremo disso foi a Guerra aos Emus na Austrália Ocidental em 1932. Os emus migraram para a área de Chandler e Walgoolan durante um período de seca, danificando cercas de coelhos e devastando plantações. Uma tentativa de expulsá-los foi montada, com o exército chamado para despachá-los com metralhadoras; os emus evitavam os caçadores e venceram a batalha. Emus são aves grandes e poderosas, e suas pernas estão entre as mais fortes de qualquer animal e poderosas o suficiente para derrubar cercas de metal. As aves são muito defensivas de seus filhotes, e há dois casos documentados de humanos sendo atacados por emus.

### Valor econômico
Nas áreas em que era endêmico, o emu era uma importante fonte de carne para os aborígenes australianos. Eles usaram a gordura como remédio para arbustos e esfregaram na pele. Servia como um lubrificante valioso, era usado para untar ferramentas e utensílios de madeira como o coolamon, e era misturado com ocre para fazer a tinta tradicional para adorno corporal cerimonial. Seus ovos também eram forrageados como alimento.
Um exemplo de como o emu era cozido vem do Arrernte da Austrália Central, que o chamou de Kere ankerre:
Emus estão por perto o tempo todo, em tempos verdes e tempos secos. Você arranca as penas primeiro, depois arranca o papo do estômago, coloca as penas que arrancou e depois chamusca no fogo. Você envolve as entranhas de leite que retirou em algo [como] folhas de goma e as cozinha. Depois de tirar a gordura, você corta a carne e cozinha no fogo, feito de madeira de goma vermelha de rio.

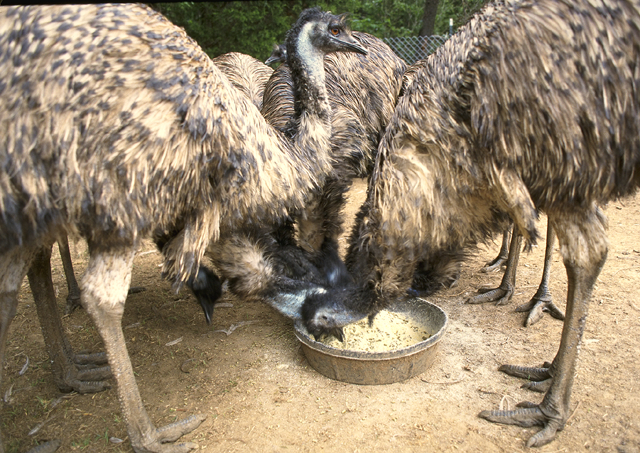
Emus criados em fazenda se alimentando de grãos

As aves eram uma fonte de alimento e combustível para os primeiros colonizadores europeus e agora são criados, na Austrália e em outros lugares, por sua carne, óleo e couro. A agricultura comercial de emu começou na Austrália Ocidental por volta de 1970. A indústria comercial no país é baseada em animais criados em cativeiro, e todos os estados, exceto a Tasmânia, têm requisitos de licenciamento para proteger emus selvagens. Fora da Austrália, os emus são criados em grande escala na América do Norte, com cerca de 1 milhão de aves nos Estados Unidos, Peru e China, e em menor escala em alguns outros países. Os emus se reproduzem bem em cativeiro e são mantidos em grandes currais abertos para evitar problemas digestivos e nas pernas que surgem com a inatividade. Eles são tipicamente alimentados com grãos suplementados com pastejo e são abatidos entre 15 e 18 meses.
A administração do distrito de Salem, na Índia, aconselhou os agricultores em 2012 a não investir no negócio de emu, que estava sendo fortemente promovido na época; mais investigações foram necessárias para avaliar a lucratividade da criação de aves na Índia. Nos Estados Unidos, foi relatado em 2013 que muitos fazendeiros haviam deixado o negócio de emu; estimou-se que o número de produtores caiu de mais de cinco mil em 1998 para um ou dois mil em 2013. Os produtores restantes dependem cada vez mais das vendas de óleo para obter lucro, embora couro, ovos e carne também sejam vendidos.
Emus são criados principalmente por sua carne, couro, penas e óleo, e 95% da carcaça pode ser usada. A carne do emu é um produto com baixo teor de gordura (menos de 1,5% de gordura) e é comparável a outras carnes magras. A maioria das porções utilizáveis (os melhores cortes vêm da coxa e dos músculos maiores do tambor ou da perna) são, como outras aves, carne escura; a carne de emu é considerada para fins culinários pela Food and Drug Administration dos Estados Unidos como uma carne vermelha porque sua cor vermelha e o valor do pH se aproximam dos da carne bovina, mas para fins de inspeção, é considerada ave. A gordura do emu é transformada na produção de óleo para cosméticos, suplementos dietéticos e produtos terapêuticos. O óleo é obtido da gordura subcutânea e retroperitoneal; o tecido adiposo macerado é aquecido e a gordura liquefeita é filtrada para obter um óleo transparente. Consiste principalmente em ácidos graxos, dos quais o ácido oleico (42%), os ácidos linoleico e palmítico (21% cada) são os componentes mais proeminentes. Ele também contém vários antioxidantes, principalmente carotenoides e flavonas.
Há algumas evidências de que o óleo tem propriedades anti-inflamatórias; no entanto, ainda não houve testes extensivos, e o USDA considera o óleo de emu puro como uma droga não aprovada e destacou-o em um artigo de 2009 intitulado "Como para detectar fraude de saúde ". No entanto, o óleo foi associado ao alívio da inflamação gastrointestinal, e testes em ratos mostraram que ele tem um efeito significativo no tratamento da artrite e dores nas articulações, mais do que os óleos de oliva ou de peixe. Foi cientificamente demonstrado que melhora a taxa de cicatrização de feridas, mas o mecanismo responsável por esse efeito não é conhecido. Um estudo de 2008 afirmou que o óleo de emu tem um potencial antioxidante e anti-inflamatório melhor do que o óleo de avestruz e relacionou isso à maior proporção do óleo de emu de ácidos graxos insaturados a saturados. Embora não existam estudos científicos mostrando que o óleo de emu é eficaz em humanos, ele é comercializado e promovido como um suplemento dietético com uma ampla variedade de alegados benefícios à saúde. Os suplementos de óleo de emu comercialmente comercializados são mal padronizados.
O couro do emu tem uma superfície padronizada distinta, devido a uma área elevada ao redor dos folículos das penas na pele; o couro é usado em itens como carteiras, bolsas, sapatos e roupas, frequentemente em combinação com outros couros. As penas e os ovos são usados em artes decorativas e artesanato. Em particular, ovos de emu vazios foram gravados com retratos, semelhantes a camafeus, e cenas do nativos australianos. Ovos de emu montados e recipientes de ovos de emu na forma de centenas de taças, tinteiros e vasos foram produzidos na segunda metade do século XIX, todos ricamente adornados com imagens da flora, fauna e povos indígenas australianos por prateiros viajantes, fundadores de uma 'nova gramática australiana do ornamento'. Eles continuaram tradições de longa data que podem ser rastreadas até os ovos de avestruz montados na Europa do século XIII e o simbolismo cristão e as noções de virgindade, fertilidade, fé e força. Para uma sociedade de colonos orgulhosos que buscavam trazer cultura e civilização para seu novo mundo, o tradicional cálice de ovo de avestruz, livre de suas raízes em uma sociedade dominada pela cultura da corte,  foi criativamente feito de novo nas colônias australianas como formas e as funções foram inventadas para tornar os objetos atraentes para um público novo e mais amplo. Designers importantes Adolphus Blau, Julius Hogarth, Ernest Leviny, Julius Schomburgk, Johann Heinrich Steiner, Christian Quist, Joachim Matthias Wendt, William Edwards e outros tiveram o treinamento técnico para construir negócios florescentes em um país rico em matérias-primas e uma clientela ávida por parafernálias do velho mundo.